# Adolf Galland

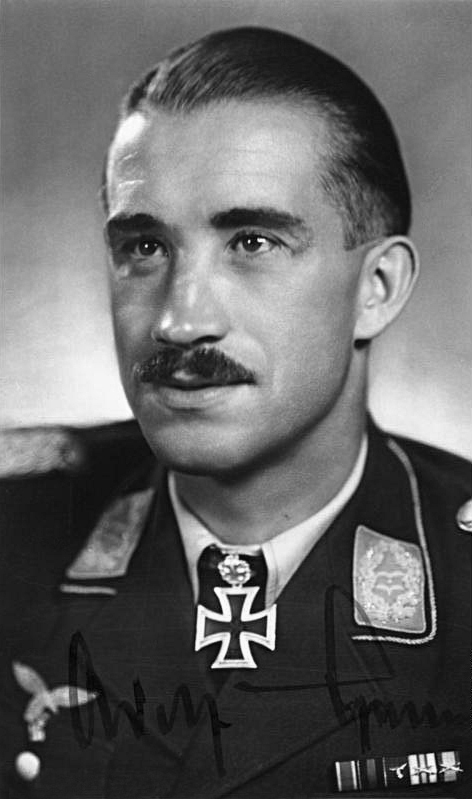
Adolf Galland, 1940/41

Adolf Josef Ferdinand Galland (* 19. März 1912 in Westerholt, Westfalen; † 9. Februar 1996 in Remagen-Oberwinter) war ein deutscher Luftwaffenoffizier und Jagdflieger, zuletzt Generalleutnant der deutschen Luftwaffe im Zweiten Weltkrieg.

## Leben

### Jugend und Familie
Adolf Galland wurde als zweiter von vier Söhnen eines Gutsverwalters des Grafen von Westerholt in Westerholt (heute zu Herten gehörend) geboren. Er besuchte das Hindenburg-Gymnasium in Gelsenkirchen-Buer. Seine ersten fliegerischen Erfahrungen machte er 1928 auf dem Flugplatz Borkenberge bei Dülmen mit Segelgleitern und -flugzeugen des Luftfahrtvereins Gelsenkirchen. Auch zwei seiner Brüder, Paul und Wilhelm-Ferdinand, wurden Jagdpiloten. Paul fiel nach 17 Luftsiegen am 31. Oktober 1942 im Einsatz des Jagdgeschwaders 26; Wilhelm Ferdinand (* 23. Oktober 1914) fiel nach 55 Luftsiegen am 17. August 1943 bei Lüttich, als er US-Bomber der Operation Double Strike angriff.

### Militärische Laufbahn

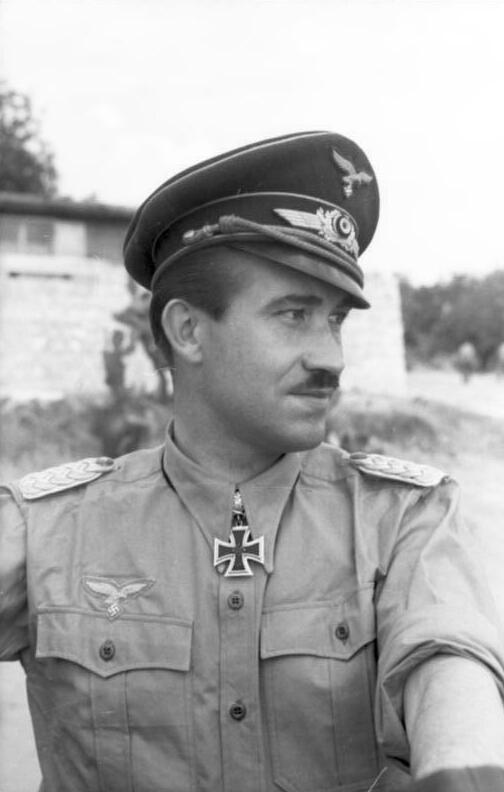
Adolf Galland auf einem Flugplatz in Süditalien

Im Februar 1932 bewarb sich Galland bei der Verkehrsfliegerschule auf dem Flugplatz Broitzem bei Braunschweig. Er erhielt eine von 20 Lehrstellen, auf die sich etwa 4000 Männer beworben hatten. 1933 absolvierte er eine Jagdfliegerausbildung in Italien. Dies war streng geheim, da das Deutsche Reich seit 1919 wegen des Versailler Vertrags keine Luftstreitkräfte unterhalten durfte. Im Februar 1934 trat er ins 10. (Sächsische) Infanterie-Regiment in Dresden ein und wurde nach der Absolvierung der Kriegsschule Ende 1934 zum Leutnant befördert.
Im März 1935 wurde Galland zur I. Gruppe des Jagdgeschwaders Richthofen der neu gegründeten Luftwaffe am Flugplatz Döberitz  versetzt. Bei einem Kunstflugtraining im Oktober 1935 stürzte er ab, wobei seine Nase deformiert und seine Sehkraft stark beeinträchtigt wurde, sodass er vom Truppenarzt als „fluguntauglich“ eingestuft wurde. Der ärztliche Bericht wurde aber von einem Vorgesetzten zurückgehalten, sodass Galland weiterfliegen konnte.

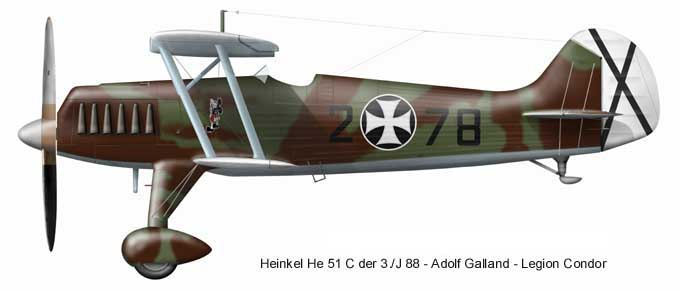
Heinkel He 51 C der 3./J 88, Legion Condor, geflogen von Adolf Galland

Galland nahm ab Mai 1937 am Spanischen Bürgerkrieg in der Legion Condor auf Seiten der Truppen Francos als Staffelkapitän der 3. Staffel der Jagdgruppe J 88 (3./J 88) teil. Nach 15 Monaten wurde er von Werner Mölders abgelöst. Er war nicht an der Bombardierung von Guernica beteiligt, dem ersten großen Verstoß der deutschen Luftwaffe gegen das Kriegsvölkerrecht. Er verteidigte dieses Bombardement nach dem Krieg als fehlgeschlagenen taktischen Angriff der Luftwaffe. Dieser habe eigentlich einer Straßenbrücke in der Nähe der Ortschaft gegolten, die den spanischen Republikanern und internationalen Brigaden als Nachschubweg diente. Galland wies in seinem 1953 erschienenen Buch Die Ersten und die Letzten auf die primitive Zieloptik der Bomber und die durch Rauch- und Explosionswolken schlechten Sichtverhältnisse hin. Galland Einlassungen decken sich nicht mit den historischen Tatsachen zum Luftangriff auf Gernika.

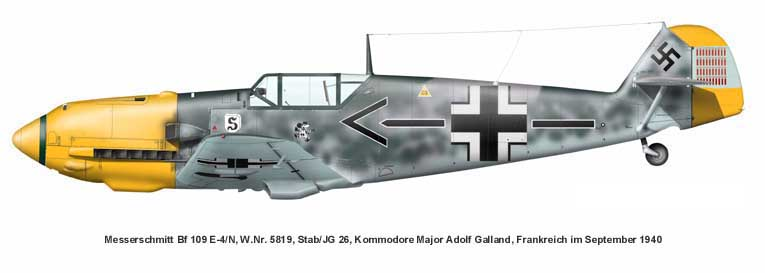
Kommodore Major Adolf Gallands Messerschmitt Bf 109 E-4/N, Stab/JG 26, W.Nr. 5819, Audembert/Frankreich, September 1940

### Zweiter Weltkrieg

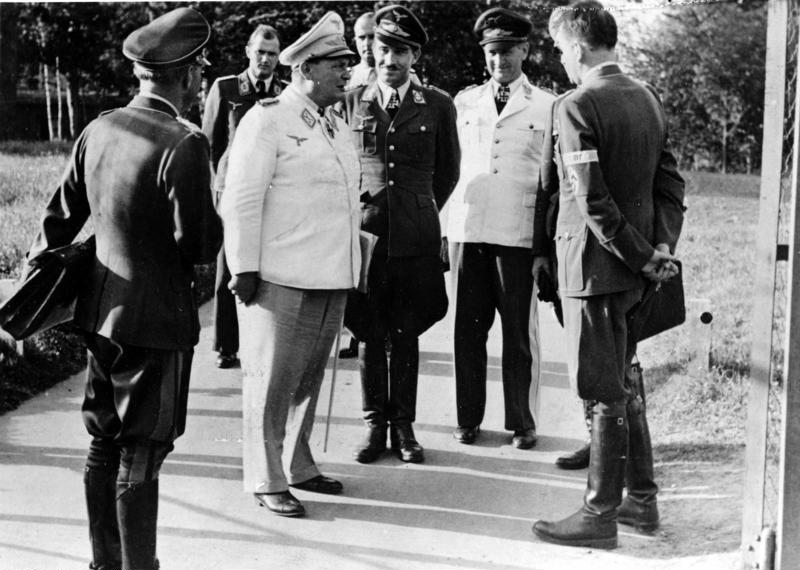
Galland (Bildmitte) mit Hermann Göring (2. v. l.), Bruno Loerzer (2. v. r.) und Albert Speer (r.)

Galland führte beim Überfall auf Polen zunächst eine Staffel Henschel Hs 123 und wurde dann Kapitän der 4. Staffel der II. Gruppe des Lehrgeschwaders 2 (Schlachtflieger) in Heinsberg-Dremmen. Am 1. Oktober 1939 wurde Galland zum Hauptmann befördert. Die Gruppe wurde zur Auffrischung und zur Vorübung mit den Fallschirmjägern nach Braunschweig verlegt. Da Galland die Schlachtfliegerei nicht behagte, betrieb er seine Versetzung zum Jagdgeschwader 27 nach Krefeld.
Am 12. Mai 1940 (dem dritten Tag des Westfeldzugs) erzielte Galland seine ersten drei Abschüsse gegen Hawker Hurricanes der Royal Air Force über Frankreich. Im Juni 1940 kam Galland als Kommandeur der III. Gruppe zum Jagdgeschwader 26 „Schlageter“. Am 18. Juli wurde Galland zum Major befördert. Kurze Zeit später wurde er zum Kommodore des JG 26 ernannt.
Am 24. September (etwa sechs Wochen zuvor hatte die Luftschlacht um England begonnen) meldete Galland seinen 40. Abschuss. Am 17. November 1940 gelang ihm der Abschuss der Hurricane des Squadron Leaders Manfred Czernin, der dabei verletzt wurde.
Galland trug durch sein Verhalten wesentlich zum Ruf der „Kanaljäger“ bei. So begegnete er in dieser Zeit den abgeschossenen und gefangenen alliierten Jagdfliegern Douglas Bader und Robert Stanford Tuck, die er beide auf seinen Stützpunkt nach Saint-Omer einlud.
Am 22. November 1941 wurde Galland mit der Funktion des Generals der Jagdflieger (vormals Inspekteur der Jagdflieger) betraut, um den verunglückten Werner Mölders zu ersetzen. Unter anderem gelang ihm der Jagdschutz für die Passage der Schlachtschiffe Scharnhorst und Gneisenau sowie des schweren Kreuzers Prinz Eugen durch den Ärmelkanal gegen die Angriffe der Royal Air Force (Unternehmen Cerberus).
Nach seinem 94. Luftsieg, am 28. Januar 1942, erhielt er – als zweiter Soldat der Wehrmacht – die Brillanten zu den Schwertern zum Eichenlaub zum Ritterkreuz des Eisernen Kreuzes.
Am 19. November 1942 wurde Galland zum Generalmajor ernannt und war damit im Alter von 30 Jahren der bis dahin jüngste General der deutschen Wehrmacht.
Im April 1943 wurde der Prototyp des Düsenjägers Messerschmitt Me 262 erfolgreich getestet. Nach einem Testflug am 22. Mai 1943 beschrieb Galland die Antriebsleistung des Düsenjägers so, „als wenn ein Engel schiebt“. Galland war, wie auch viele andere Offiziere mit Fronterfahrung, davon überzeugt, dass dieses Flugzeug dringend zur Verteidigung gegen die immer massiveren Angriffe der 8th Air Force der USAAF mit ihren „Fliegenden Festungen“ gebraucht würde. Hitler jedoch wollte die Me 262 als Blitzbomber gegen die zu erwartende alliierte Invasion im Westen verwenden. Mit einer Rücktrittsdrohung setzte Galland das „Kommando Nowotny“ zur Erprobung des Düsenjägers als Jagdflugzeug im Fronteinsatz durch.
Am 11. April 1944 folgte die Ernennung zum Generalleutnant für seine Leistungen als Kommandeur der Jagdfliegerkräfte.
Der Druck auf Galland wurde zunehmend stärker. So warf man ihm vor, sich bei Göring nicht genügend gegen ungerechtfertigte Kriegsgerichtsverfahren gegen junge Kameraden einzusetzen, obwohl er davon Kenntnis hatte.
Ende Januar 1945 kam es nach „unüberwindlichen Differenzen“ zwischen Galland und Hermann Göring zu seiner Ablösung als General der Jagdflieger. Galland erhielt aber auf Drängen Hitlers den Befehl, den „Jagdverband 44“ aufzustellen, der mit Me 262 ausgerüstet werden sollte. Viele der erfolgreichsten deutschen Jagdflieger meldeten sich noch kurz vor der absehbaren Niederlage zu dieser Eliteeinheit.
Galland wurden 104 feindliche Abschüsse zuerkannt.

### Nachkriegszeit

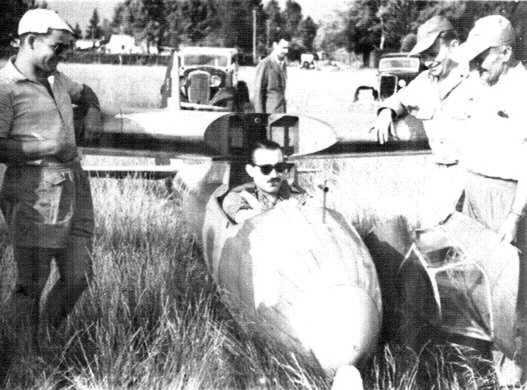
Galland in einem Segelflugzeug in Argentinien um 1950

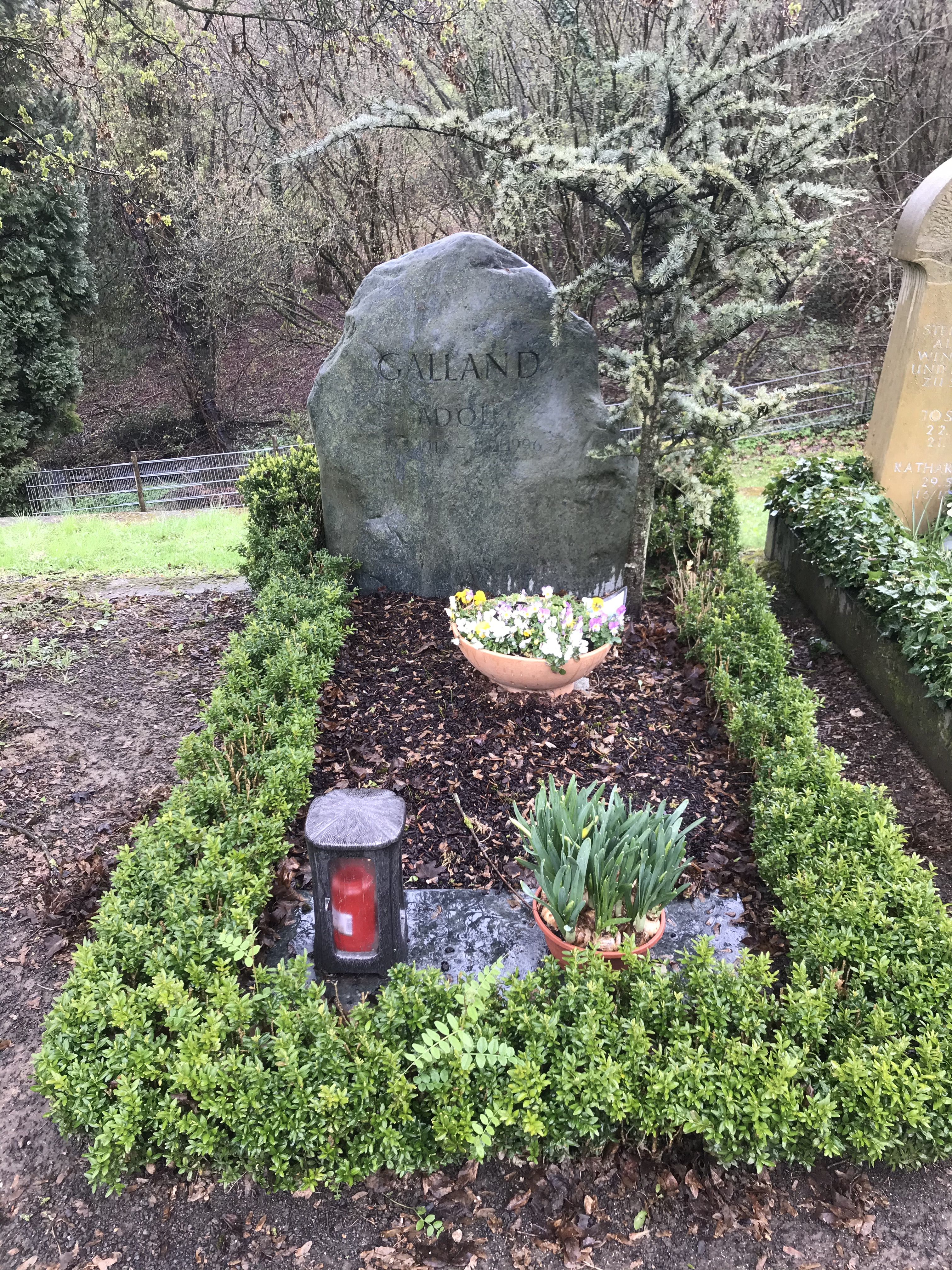
Grab von Adolf Galland auf dem Friedhof von Oberwinter (2021)

Galland wurde durch den Beschuss eines US-amerikanischen Jägers P-51 Mustang am Bein verletzt und erlebte das Kriegsende in einem Lazarett in Bayern. Er wurde von den US-Amerikanern nach England überstellt und verbrachte dort eine zweijährige Kriegsgefangenschaft.
Im Jahr 1948 wurde Galland als Berater der argentinischen Luftwaffe unter dem damaligen Präsidenten Juan Perón engagiert. Sechs Jahre später kehrte er nach Deutschland zurück und wurde Industrieberater, Verwaltungsratsvorsitzender dreier Firmen der allgemeinen Luftfahrt und eines bedeutenden Hubschrauber-Einsatzunternehmens.
Aufgrund der Intervention des Oberbefehlshabers der United States Air Forces in Europe wurde Galland nicht – obwohl von Beratern des Amtes Blank gewünscht – als erster Inspekteur der Luftwaffe berufen. Gründe für diese Intervention lagen vor allem in den Bedenken der USAFE bezüglich der Qualifikation Gallands, da er während des Krieges nur Aufgaben innehatte, die nie über die Geschwaderebene hinausgingen. Auch als General der Jagdflieger hatte er, wenn überhaupt, nur sehr geringen Anteil an der operativen Luftverteidigung des Reichsgebietes. Außerdem wurden ihm durch die USAFE „strong Neo-Nazi leanings“ („starke neonazistische Tendenzen“) attestiert.
1953 veröffentlichte Galland unter dem Titel Die Ersten und die Letzten seine Autobiografie, die mit über zwei Millionen verkauften Exemplaren ein Bestseller und zudem in wöchentlichen Fortsetzungen in der Deutschen Illustrierten veröffentlicht wurde.
1954 heiratete Galland Sylvina Gräfin Dönhoff, die Tochter des früheren kaiserlichen Generalkonsuls in Argentinien und Witwe Harald von Hirschfelds.
Für den 1969 erschienenen Kinofilm Luftschlacht um England wurde Galland von United Artists als historischer Berater engagiert und war bei den Dreharbeiten dabei. 1973 war er in mehreren Folgen der britischen Fernsehserie Die Welt im Krieg als Zeitzeuge zu sehen.

## Auszeichnungen
- Medalla de la Campaña Española
- Spanische Medalla Militar mit Diamanten
- Spanienkreuz in Gold mit Schwertern und Brillanten am 20. Juni 1939[8]
- Wehrmacht-Dienstauszeichnung IV. Klasse
- Verwundetenabzeichen (1939) in Schwarz
- Eisernes Kreuz (1939) II. und I. Klasse am 15. September 1939 bzw. 22. Mai 1940
- Flugzeugführer- und Beobachterabzeichen in Gold mit Brillanten im August 1940[9]
- Ritterkreuz des Eisernen Kreuzes mit Eichenlaub, Schwertern und Brillanten[10]
  - Ritterkreuz am 29. Juli 1940
  - Eichenlaub am 24. September 1940 (3. Verleihung)
  - Schwerter am 21. Juni 1941 (1. Verleihung)
  - Brillanten am 28. Januar 1942 (2. Verleihung)
- Frontflugspange für Jäger in Gold mit Anhänger Einsatzzahl „400“
- Siebenmalige Nennung im Wehrmachtbericht am 16. August 1940, 25. September 1940, 2. November 1940, 18. April 1941, 22. Juni 1941, 30. Oktober 1941 und 15. Februar 1942

## Schriften
- Adolf Galland, Karl Ries, Rainer Ahnert: Die deutsche Luftwaffe 1939–1945. Eine Dokumentation in Bildern. Müller, Erlangen 2000, ISBN 3-86070-857-0.
- Adolf Galland: Die Ersten und die Letzten. Jagdflieger im Zweiten Weltkrieg. Schneekluth, München 1953, ISBN 9-7837951-1299-8.